# Université des sciences médicales Shahid Beheshti
Ne doit pas être confondu avec Université Shahid Beheshti.
L’Université des sciences médicales Shahid Beheshti (persan : دانِشگاهِ عُلوم پزشکیِ شَهید بِهِشتی) est une université médicale à Téhéran qui démarra ses missions en 1961. Membre l’Agence Universitaire de la Francophonie, elle présente les domaines  de médecine, dentisterie et pharmacie ainsi que 74 formations universitaires.